# Kansas City Spurs
Kansas City Spurs – amerykański klub piłkarski z Kansas City, w stanie Missouri. Drużyna występowała w lidze NPSL i NASL, a jego domowym obiektem były Kansas City Municipal Stadium (były obiekt zespołów Kansas City Chiefs, Kansas City Athletics i Kansas City Royals). Drużyna występowała w NPSL pod nazwą Chicago Spurs. Zespół istniał w latach 1968–1970.

## Historia
Kansas City Spurs został założony w 1968 roku w wyniku połączenia lig NPSL i USA, które utworzyły profesjonalną ligę, będącą najwyższą klasą rozgrywkową w Stanach Zjednoczonych - NASL. Klub został przeniesiony z Chicago (do 1967 roku występował pod nazwą Chicago Spurs), w celu uniknięcia konkurencji z Chicago Mustangs, który dołączył do NASL z USA.
Sezon 1969 z powodu kłopotów klubów z franchisingiem został podzielony na dwie części. Pierwsza część nosiła nazwę International Cup, w którym kluby reprezentowane przez brytyjskie kluby. Spurs było reprezentowane przez Wolverhampton Wanderers, który w 1967 roku wygrał ligę USA reprezentując wówczas Los Angeles Wolves. Spurs wygrało International Cup z bilansem 6 zwycięstw, 2 remisów i 0 porażek.
W 1968 roku trenerem klubu został Węgier Janos Bedl, który w sezonie 1969 doprowadził zespół do zwycięstwa w lidze NASL. Następnie trenerem zespołu został były trener zespołu Alan Rogers, który prowadził klub, gdy działał on pod nazwą Chicago Spurs. W 1970 roku po zajęciu 3. miejsca w Dywizji Północnej w sezonie 1970 klub zakończył swoją działalność.

## Osiągnięcia

### NASL
- Mistrz USA: 1969

### Nagrody indywidualne
Trener Roku NASL
- Janos Bedl - 1969

MPV Sezonu NASL
- Cirilo Fernandez

Jedenastka Sezonu NPSL/NASL
- 1969: Leonel Conde, William Quiros, Cirilo Fernandez, Manfred Seissler
- 1970: Manfred Seissler

## Sezon po sezonie
| Sezon | Liga | Z  | R  | P | Pkt | Sezon                       | Playoff                 | Śr. frekwencja |
| ----- | ---- | -- | -- | - | --- | --------------------------- | ----------------------- | -------------- |
| 1968  | NASL | 16 | 11 | 5 | 158 | 1.miejsce, Dywizja Zatoki   | Półfinał                | 8510           |
| 1969  | NASL | 10 | 2  | 4 | 110 | 1.miejsce                   | Mistrz (bez play-offów) | 4273           |
| 1970  | NASL | 8  | 10 | 6 | 100 | 3.miejsce, Dywizja Północna | Nie rozgrywano          | 2398           |

## Znani piłkarze
| - Eric Barber - Leonel Conde - Eli Durante - Joe Haverty - Cirilo Fernandez - Sandy Feher - Horst Muhlmann | - Dragan Popović - Willy Roy - Manfred Seissler - Mladen Vranković - Asher Welch - Ernie Winchester |  |

## Trenerzy
- 1968–1969:  Janos Bedl
- 1970:  Alan Rogers